# Sabine Gasteiger

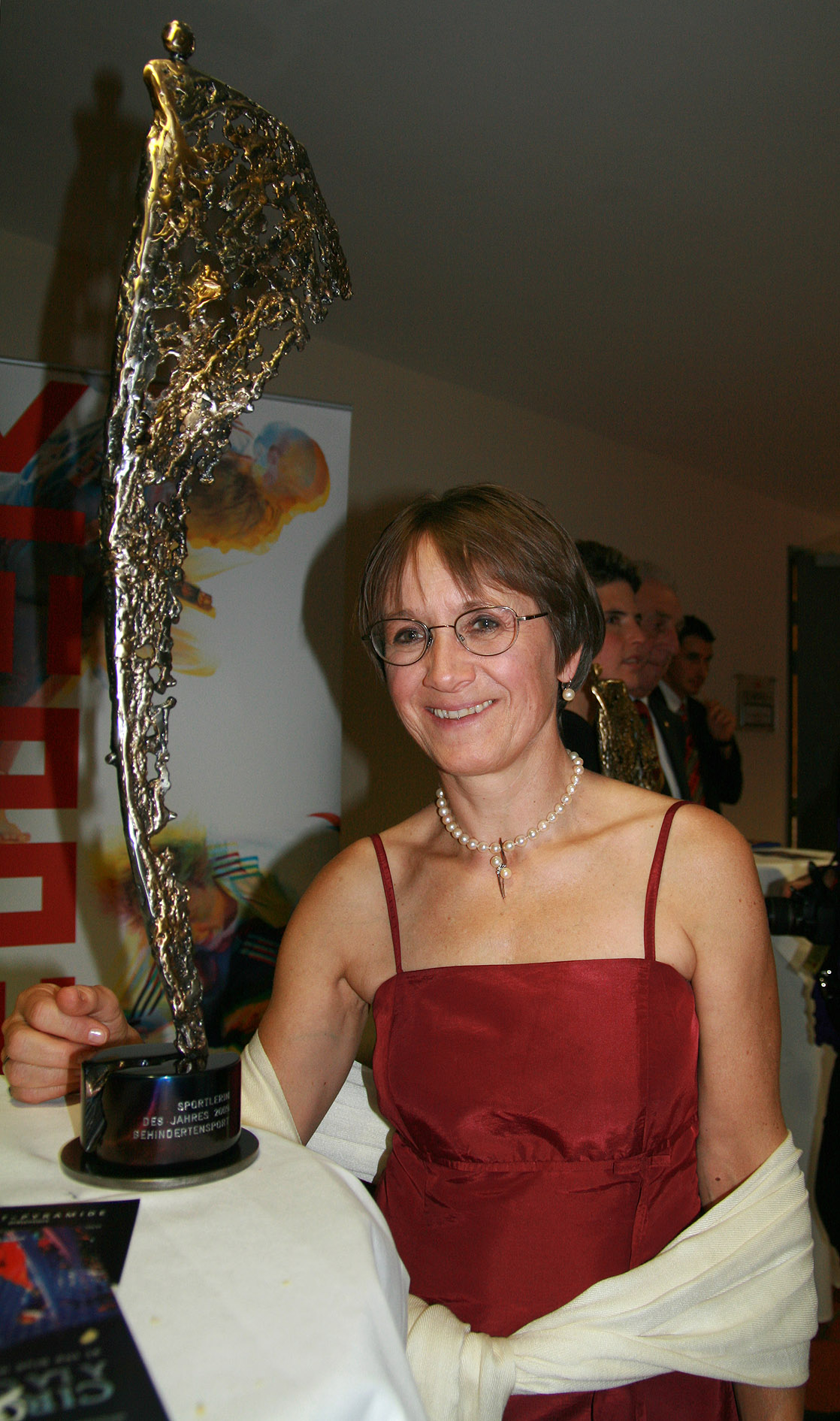
Sabine Gasteiger.

Sabine Gasteiger född 28 oktober 1956, är en österrikisk alpin skidåkare. Gasteiger är guldmedaljör. Hon är synskadad och hade år 2010 endast 4 procent återstående syn.

## Karriär
Gasteiger började karriären 2003, då hennes make hittade ett träningsprogram för att bli synguide inom sporten.
Hon vann en guldmedalj, två brons och en silver vid Paralympiska vinterspelen 2006 i Turin.
Hon vann en guld- och en  silvermedalj i Paralympiska vinterspelen 2010 i Vancouver. Silvermedaljen vann hon i kvinnornas storslalom (synskadad).

## Meriter[5]
- Paralympiska vinterspelen 2006    
  - Guld, super-G synskadade
  - Silver, slalom synskadade
  - Silver, utförsåkning synskadade
  - Brons, storslalom synskadade
- Paralympiska vinterspelen 2010  
  - Guld, slalom synskadade
  - Silver, storslalom synskadade